# 地質時代
| 累代             | 代       | 紀                 | 基底年代 Mya |
| ---------------- | -------- | ------------------ | ------------ |
| 顕生代           | 新生代   | 第四紀             | 2.58         |
| 顕生代           | 新生代   | 新第三紀           | 23.03        |
| 顕生代           | 新生代   | 古第三紀           | 66           |
| 顕生代           | 中生代   | 白亜紀             | 145          |
| 顕生代           | 中生代   | ジュラ紀           | 201.3        |
| 顕生代           | 中生代   | 三畳紀             | 251.902      |
| 顕生代           | 古生代   | ペルム紀           | 298.9        |
| 顕生代           | 古生代   | 石炭紀             | 358.9        |
| 顕生代           | 古生代   | デボン紀           | 419.2        |
| 顕生代           | 古生代   | シルル紀           | 443.8        |
| 顕生代           | 古生代   | オルドビス紀       | 485.4        |
| 顕生代           | 古生代   | カンブリア紀       | 541          |
| 原生代           | 新原生代 | エディアカラン     | 635          |
| 原生代           | 新原生代 | クライオジェニアン | 720          |
| 原生代           | 新原生代 | トニアン           | 1000         |
| 原生代           | 中原生代 | ステニアン         | 1200         |
| 原生代           | 中原生代 | エクタシアン       | 1400         |
| 原生代           | 中原生代 | カリミアン         | 1600         |
| 原生代           | 古原生代 | スタテリアン       | 1800         |
| 原生代           | 古原生代 | オロシリアン       | 2050         |
| 原生代           | 古原生代 | リィアキアン       | 2300         |
| 原生代           | 古原生代 | シデリアン         | 2500         |
| 太古代（始生代） | 新太古代 | 新太古代           | 2800         |
| 太古代（始生代） | 中太古代 | 中太古代           | 3200         |
| 太古代（始生代） | 古太古代 | 古太古代           | 3600         |
| 太古代（始生代） | 原太古代 | 原太古代           | 4000         |
| 冥王代           | 冥王代   | 冥王代             | 4600         |
| 1. 2. 3.         |          |                    |              |

地質時代（ちしつじだい、英: Geologic time scale; Geological age）とは、約46億年前の地球の誕生から現在までの内、直近数千年（地域によって異なる）の記録の残っている有史時代（歴史時代）以前のことで地質学的な手法でしか研究できない時代の事である。歴史の本来の意味は、文字で記録された人類に関わる過去の出来事の事であり、文字で記録されていないさらに時を遡る人類に関わる時代は先史時代と呼ばれている 。
地質時代における各時代区分は「地質年代」とも呼ばれ、また地質年代は地質時代と同義にも扱われる。
地球の年齢46億年超の内で、有史時代（数千年間）は約100万分の1であり、地球の年齢の99.9999％は地質時代である。前述の地質時代の定義から、地質時代は地球の年齢から有史時代を除いた部分であるが、現実には有史時代の長さは地質時代における誤差範囲よりはるかに小さく、有史時代（現在を含む）は新生代/第四紀/完新世/メガラヤンに含まれる。各地質時代区分の開始年代（基底年代）は何百万年前（Mya）と表現されるが、その基点は西暦2000年と定義されている。
地質時代は、比較的情報量が多く研究が進んでいる直近の「顕生代」（約5億年）、顕生代と比較すると生物化石に乏しくなるが微化石や生痕化石などが研究対象になる「原生代」（約20億年）、生物化石はほとんどなくなり研究対象が主に地層や岩石となる「太古代（始生代）」（約40億年）と、地球上で岩石や結晶などの直接証拠が少なく月の石や隕石などの情報から推察されている「冥王代」（約45億年）の4つの時代に区分されている。

## 概要

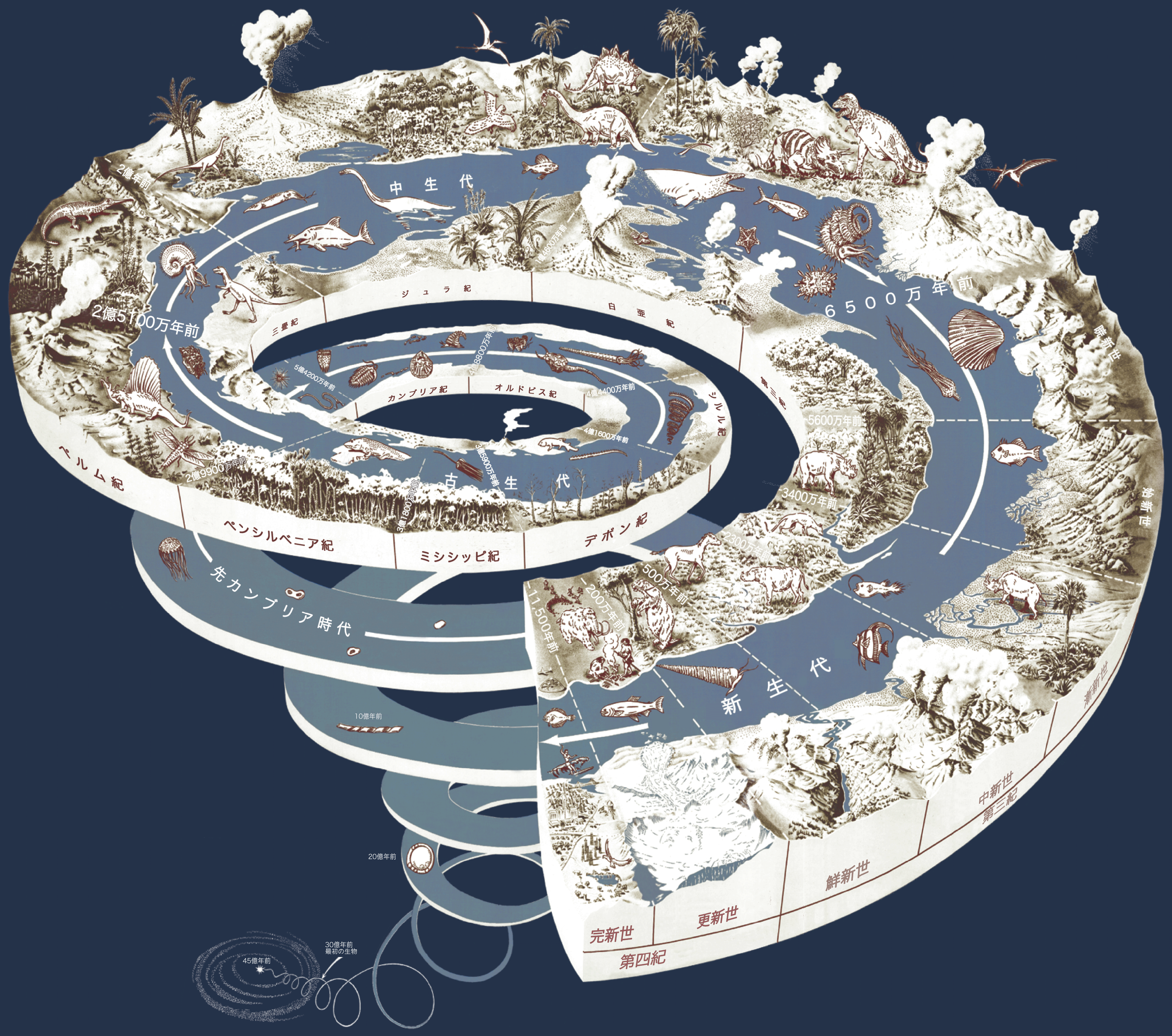
地質学時標図

138億年前の宇宙誕生（ビッグバン）から3分の2が経過した、今から46億年前に太陽系に地球が誕生した。この数十億年に渡る地球の過去を考察する場合、地球誕生から、月の形成、海洋誕生、大陸の形成分裂、造山運動・火山活動、巨大隕石の衝突、気候変動などの天文学的・地学的な絶対年代区分とは異なった、時代を発掘された化石や地層等から相対的に区分する手法が用いられており、これを地質時代と呼ぶ。この地質時代区分は地球史絶対年代とは異なるが、絶対年代上の重要事象の結果として多くの生物相の変化が起きたわけであり、地質時代と絶対年代に定義の差はあるが、相関性はある。
地球の過去は岩石や地層の中に封じ込められており、幾重にも亘る地層には、本の頁のように、地球の過去の事件やその時代の生物などが記録されている。これらの地層は、含まれる岩石や化石の放射年代測定により年齢を推定することが出来る。こうして地層の頁を紐解き、岩石という原子時計を測り、含まれる化石を見出すことにより地球の過去を知ることが可能となる。

顕生代の生物多様化と大量絶滅

地質時代の区分は発見される化石によるため、各時代はそれら生物の時代とも言え、その絶滅が時代を区分している。言い換えれば地質時代は生物の繁栄と絶滅の記録である。
一部の例外を除き各紀の境界では大量絶滅が発生している。右図参照。

## 地質時代研究の歴史
詳細は地質学の歴史および古生物学の歴史を参照。
古代から中世にかけて、現生生物とはかけ離れた生物を示唆する化石の発見や、海から離れた場所での貝の化石の発見から、古生物の存在や現在の陸地が昔は海であった可能性などが推察されていた。一方で、近世まで『創造論』に基づいた時代認識が続いていたため、化石は生物起源ではない変わった形の岩石であるとも考えられていた。近世以降、ルネサンスを経て自然科学が発展し、近代につながる地球科学の各分野が誕生した。
16世紀
- 1548年、「鉱物学の父」と呼ばれるドイツのゲオルク・アグリコラが『化石の本性について』を出版し、化石は単に生物に類似した形の鉱物ではなく、生物起源であると発表した。
- 1555年、スイスの博物学者コンラート・ゲスナーが化石を図入りで記載した『化石の全種類について』を出版した。

17世紀
- 1669年、デンマーク人のニコラウス・ステノがイタリアのトスカーナ地方の化石や地層について記述した地質学の先駆的な著書である『固体の中に自然に含まれている固体についての論文への序文』を出版、地層累重の法則を提唱し、層序学の基礎を作った。

17世紀から18世紀にかけて、化石が大洪水（天変地異説）による過去の生物の遺骸であるとの認識が広まった。
18世紀
- 1709年、スイスのヨハン・ヤーコブ・ショイヒツァーが植物化石をまとめた『洪水植物誌』を出版した。
- 1735年、「分類学の父」と呼ばれるスウェーデンのリンネが『自然の体系』を出版、分類学の基礎を作った。
- 1759年、イタリアの地質学者ジョヴァンニ・アルドゥイノ（英語版）が、イタリアの南アルプスの地層の分析から地質時代を第一紀（化石の出ない時代）、第二紀（化石が出るが現生生物とは遙かに異なる）、第三紀（現生生物に近い生物の化石が出る時代）に分類した。後に第四紀が追加されるが、その後の研究の進展から第一・第二紀は使われなくなり、第三紀は古第三紀と新第三紀に分割され、第三紀は使われなくなった。

18世紀後半になると、産業革命に伴う鉱山開発から岩石や化石に関する関心も高まり、地質学や古生物学の基礎が形作られた。
- ドイツの地質学者アブラハム・ゴットロープ・ウェルナーが鉱物分類法・構造地質学の基礎を築いた。水成論（水成岩起源説）を提唱した。
- 1795年、イギリスのジェイムズ・ハットンが『地球の理論（Theory of the Earth）』を出版、斉一説および火成論を提唱、地殻運動の証拠となる「不整合」を発見した。

19世紀
- 1809年、フランスの博物学者ジャン＝バティスト・ラマルクが『動物哲学』を出版し、軟体動物化石の研究から進化論を提唱した。
- 「英国地質学の父」、「層位学の父」と呼ばれるウィリアム・スミスが地層累重の法則と示準化石による年代決定法（地層同定の法則）を編み出し、イギリスの地質図（1815年）を作った。
- 1831年、フランスの博物学者ジョルジュ・キュヴィエが『骨化石の研究』を出版した。比較解剖学の創始者。
- 1859年、チャールズ・ダーウィンが『種の起源』を発表し進化論を提唱した。

20世紀
- 1912年、ドイツの気象学者アルフレート・ヴェーゲナーが大陸移動説を提唱した。
- 1922年、ソ連の化学者アレクサンドル・オパーリンが化学進化説を提唱した。
- 1929年、松山基範が、東アジア各地の岩石の残留磁気の測定結果から地球磁場の反転説を提唱した[注釈 3]。

1940年代に質量分析器が開発され、50年代に放射性炭素年代測定が始まった。
- 1960年代代後半にプレートテクトニクスが確立された。
- 1975年、米国のウィリアム・ハートマン（英語版）とドナルド・R・デイヴィス（英語版）が月の生成に関するジャイアント・インパクト説を再提唱した。
- 1980年、恐竜絶滅の隕石衝突説が提唱され、1991年に衝突跡がチクシュルーブ・クレーターと特定された。
- 1992年、雪玉地球仮説が提唱された。

21世紀
- 縞状鉄鉱床の研究や炭素・硫黄などの同位体の分析から提唱されている質量非依存同位体分別効果（英語版）[9]に関連し、大酸化イベント（英語版）と呼ばれる遊離酸素濃度の急激な上昇が研究されている。

## 定義
区分の仕方は大きくは古い方から冥王代、太古代、原生代、顕生代の4つの累代、さらに細かく 代、紀、世、期と分類されている。これらの区分は化石帯区分と呼ばれ、地層や化石の研究から導きだされたものである。これらの時代区分は動物化石を基に分類されているので、植物相の変異とはズレがある。また第四紀に関してはヒト属の時代という区分である。
| 地質年代区分 | 地質年代区分 | 年代層序区分 | 年代層序区分 | 定義数および概年数   |
| ------------ | ------------ | ------------ | ------------ | -------------------- |
| 累代         | eon          | 累界         | eonothem     | 4累代、各5億年以上   |
| 代           | era          | 界           | erathem      | 10代、数億年程度     |
| 紀           | period       | 系           | system       | 22紀、数千万～数億年 |
| 世           | epoch        | 統           | series       | 34世、数千万年       |
| 期           | age          | 階           | stage        | 99期、数百万年       |

| 時代と層の対比 | 時代と層の対比 | 時代と層の対比 | 時代と層の対比 |
| -------------- | -------------- | -------------- | -------------- |
| 後期           | late           | 上部           | upper          |
| 中期           | middle         | 中部           | middle         |
| 前期           | early          | 下部           | lower          |

地球年代学（英:  Geochronology、地質年代学とも）で定義する累代、代、紀、世、期に相応する地層を層序学（英:  stratigraphy）および地質年代層序学（英:  chronostratigraphy）では累界、界、系、統、階と呼ぶ。また地球年代学で言う前期、中期、後期に対しては下部、中部、上部となる。右の表を参照。
時代区分の定義、名称や基底年代等に関しては絶えず見直されており、また合意に至っていないものも多々ある。これらは国際地質科学連合（IUGS）、国際第四紀学連合（INQUA）、国際層序委員会（ICS）等で検討され、4年ごとに開催される万国地質学会議（英:  International Geological Congress）で批准されてきている。
時代区分は化石すなわち過去の生物相に拠るものであり地域毎に特性がある。よって細かい時代区分では各大陸での様相は均一ではなく、異なった区分が提唱されることもあり、それらをすり合わせる事が国際層序委員会の主な活動の一つである。
当記事では公式・暫定を含め国際地質科学連合（IUGS）および国際層序委員会（ICS）の資料に基づき記述する。

### 年代の定義
時代区分の開始年代(基底年代)は、主にその区分に属する岩石や化石の放射年代測定によって統計誤差を伴った年代数値が割り出されているが、新生代の新第三紀以降の年代数値は、放射年代測定の結果と良く適合し、気候変動を説明出来る日射量の変動サイクル（ミランコビッチ・サイクル）による絶対年代である天文年代で定義されている。また地層・岩石や化石試料の乏しい原生代以前に関しては、端数の無い大まかな天文年代で定義されている。

## 地球環境の変遷

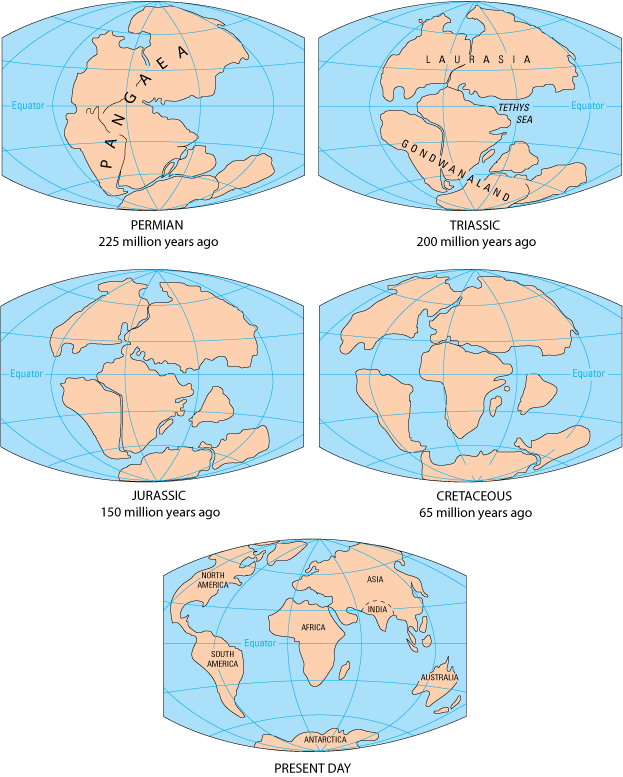
顕生代後半の大陸の推移　左上より
ペルム紀末頃（2.25億年前） - 三畳紀末頃（2億年前） - ジュラ紀末頃（1.5億年前） - 白亜紀末頃（6500万年前） - 現在

地球誕生以来、多くの重大事象が起き、初期の地球環境はかなり極端であったと予想されている。45.5億年前の月が出来る原因となったと思われる天体との衝突があり、地球の自転速度は月誕生直後では一日が5-8時間で、月は地球から1.5-2万キロ（現在は38万キロ）と近くにあり、非常に大きな潮汐力であった。その後徐々に1日が長くなると同時に、月が離れていった。（8.5億年前頃（新原生代）には一日は20.1時間で一年は435日であった。）
41億年前から38億年前の間には後期重爆撃期と呼ばれる多くの天体衝突があり、初期の地球環境は何度も破壊された。以降も直径10㎞を超える小惑星を含めた隕石の衝突があり環境を激変させた。
地球誕生直後はマグマで覆われていたが、比較的早期に冷えて固まり42億年前には既に海洋が形成されていた事が、発見された岩石情報から推定されている。40億年前（太古代の初め）には地温勾配は現在の3倍程で、25億年前には2倍程になり、地球が冷え地殻が形成され、マントルの対流により超大陸の形成分裂が繰り返され、火山活動・造山活動もそれに伴い引き起こされた。25億年前にはそれまでの海底での火成活動から、大規模な陸上での火山活動が起きた。
太陽の明るさは40億年前には現在の70-75%と冷たい太陽であったが、温室効果ガスによると考えられ気温は現在とほぼ同じであった。地磁気は32億年前には現在の50%ぐらいで初期の地球大気を太陽風から守っていた。地磁気の逆転は何度も起きている。幾度もの氷河時代が訪れており特に強い氷河時代には赤道付近まで凍結する雪玉地球の状態であったと推定されている。これらの気候変動により数百メートルの幅で海水準変動が起きた。

酸素濃度の推移。
地質時代のほぼ中間で大酸化イベントと呼ばれる大量の酸素放出が起き、それまでの還元環境から酸化環境となり、好気性生物の出現、その後の生物の陸上進出を可能にした。

また地学的事象との複合作用であるが、生物起源の地球環境の変化も起きており、その最たるものが24.5-18.5億年前の大酸化イベントと呼ばれる遊離酸素の大量供給である。推定では現在の大気中の酸素の約10倍の酸素がこの期間に供給され（数倍から20倍とも）、様々な酸化物を生成すると同時に大気中の酸素濃度がゼロから現在の10%（1%とも）以上になった。8-3億年前にも大気中酸素濃度の急上昇が起きており石炭紀末には最大で現在の1.7倍になったと考えられている。
約4億8830万 - 4億4000万年前頃にオゾン層が形成され生物の陸上進出が可能となる。

## 生物界の変遷

生物の系統樹
冥王代には原始生命体が出現した。太古代に現生生物の共通祖先が出現した。共通祖先から3ドメインである真性細菌、古細菌、真核生物へと分岐した。

生物相はその生育環境である前述の地球環境に大きく依存している。地球誕生数億年後の冥王代末期に有機化合物（生命前駆物質）の化学進化により原始生命体誕生。太古代に地球生物の共通祖先から真性細菌と古細菌へ分岐、そして原核生物が誕生した。地質時代の前半分は遊離酸素の無い還元環境における嫌気性生物の時代であった。その後起きた大酸化イベントでは多くの嫌気性生物は絶滅し、酸化環境下での好気性生物の時代となった。
原生代には初期の大酸化イベントを境に真核生物の時代となり有性生殖が始まり、多細胞生物が誕生した。古生代の初期にはカンブリア爆発で海洋生物で堅い外骨格をまとった無脊椎動物が出現した。動物界では、カンブリア紀とオルドビス紀の無脊椎動物時代、シルル紀には昆虫の陸上進出があり、デボン紀の脊椎動物である魚類時代、石炭紀とペルム紀の両生類時代、中生代の三畳紀、ジュラ紀、白亜紀の爬虫類時代、新生代の哺乳類時代に区分されている。一方植物界では古生代のカンブリア紀、オルドビス紀、シルル紀の藻類・菌類時代（シルル紀に植物が陸上侵出した）、デボン紀、石炭紀、ペルム紀中頃までのシダ植物時代、ペルム紀中頃からジュラ紀、白亜紀中頃までの裸子植物時代、以降現在までが被子植物時代と区分されている。

## 地質時代の区分
時代区分の詳細は 
国際層序委員会による地質系統・地質年代表 (International Stratigraphic Chart) 2015年1月版（以降 ICS2015 と略）に準拠して、地質時代の区分を概説する。時代区分名に関してはICS2018/07に基づく。
すべての階層の基底年代について、GSSPによって定義する作業が継続されている。2013年1月にICSが発行したISC2013では基底年代が大幅に書き換わり、2015年、2016年と改訂が続いている。また、おおよその数値を意味する波線（~）は継続して使用されている。その後も改訂作業は続いており、ICSからは随時改訂版が発表されている状況である。地質時代区分表 (詳細)も同様にISC2013年版の内容に準拠した上で、その後の改訂の内容を反映させるべく記事の更新作業が続いている。なお、地質時代区分の日本語名称に関しては、詳細表も含め、2015年4月に改訂された日本地質学会のガイドラインによる
時代区分の配色は国際地質科学連合公認の世界地質図委員会発行のGeologic Time Scale 2008 で用いられている色に拠った。
またこの節の表では、開始年代の値について誤差は記入せず中央値のみを記載している。
| 開始年代 （年前） | 累代             | 代                   | 紀                   | 世                   | 概要 |
| ----------------- | ---------------- | -------------------- | -------------------- | -------------------- | --- |
| 1万1700年         | 顕生代           | 新生代               | 第四紀               | 完新世               | 人類の時代。更新世末に、大型哺乳類の大規模な絶滅。氷期と間氷期の繰り返し。大規模な氷河。日本海が拡がり、弓状の日本列島となる。 |
| 258万年           | 顕生代           | 新生代               | 第四紀               | 更新世               | 人類の時代。更新世末に、大型哺乳類の大規模な絶滅。氷期と間氷期の繰り返し。大規模な氷河。日本海が拡がり、弓状の日本列島となる。 |
| 533万3000年       | 顕生代           | 新生代               | 新第三紀             | 鮮新世               | パナマ地峡形成、ヒマラヤ山脈上昇、寒冷化、氷床発達。ヒトの祖先誕生。 |
| 2303万年          | 顕生代           | 新生代               | 新第三紀             | 中新世               | 生物相はより現代に近づく。アフリカがユーラシア大陸と繋がったことで両大陸間の拡散。インド大陸衝突。孤立している南アメリカとオーストラリアは、異なった動物相。日本海となる地溝帯が細長い海となり島（古日本列島）が誕生。                                                                             |
| 3390万年          | 顕生代           | 新生代               | 古第三紀             | 漸新世               | 気候変動による大規模な海退。哺乳類の進化・大型化。日本列島に当たる部分は大陸の一部、後に日本海となる地溝帯が拡大。 |
| 5600万年          | 顕生代           | 新生代               | 古第三紀             | 始新世               | 現存哺乳類のほとんどの目（もく）が出現。 |
| 6600万年          | 顕生代           | 新生代               | 古第三紀             | 暁新世               | アフリカ、南アメリカ、南極大陸は分離。ヨーロッパと北アメリカはまだ陸続き。インドは巨大な島。絶滅した恐竜の後の哺乳類、魚類の放散進化。植物は、白亜紀に引き続き被子植物が栄え、この時代にほぼ現代的な様相                                                                                           |
| 1億4500万年       | 顕生代           | 中生代               | 白亜紀               | 白亜紀               | ジュラ紀から白亜紀の境目に大きな絶滅などはなく、白亜紀も長期にわたり温暖で湿潤な気候が続いた。恐竜の繁栄と絶滅。哺乳類の進化、真鳥類の出現。後期にかけて各大陸が完全に分かれ配置は異なるが現在の諸大陸の形になる。末期に小惑星の衝突が原因と推定されるK-T境界の大量絶滅。                          |
| 2億130万年        | 顕生代           | 中生代               | ジュラ紀             | ジュラ紀             | パンゲア大陸がローラシア大陸、ゴンドワナ大陸へ分かれ始め、後期にはゴンドワナ大陸も分裂を開始。絶滅を生き残った恐竜が栄えた。被子植物の出現。有袋類、始祖鳥出現。ジュラ紀は現在より高温多湿で、動物・植物はともに種類が増え、大型化していった。                                                     |
| 2億5217万年       | 顕生代           | 中生代               | 三畳紀               | 三畳紀               | パンゲア超大陸、平原化、砂漠化。気温上昇、低酸素化。恐竜の出現。紀末に76%が大量絶滅。 |
| 2億9890万年       | 顕生代           | 古生代               | ペルム紀             | ペルム紀             | ユーラメリカ大陸とゴンドワナ大陸が衝突し、さらにはシベリア大陸も衝突しパンゲア大陸へ。単弓類の出現。紀末に95％以上の生物種が絶滅。シベリア洪水玄武岩が原因か。P-T境界 |
| 3億5890万年       | 顕生代           | 古生代               | 石炭紀               | 石炭紀               | ゴンドワナ大陸、ローレンシア大陸、バルチック大陸、ユーラメリカ大陸。シダ植物の繁栄、昆虫の繁栄、爬虫類の出現。 |
| 4億1920万年       | 顕生代           | 古生代               | デボン紀             | デボン紀             | 両生類の出現、シダ植物、種子植物の出現。紀末に海洋生物種の82%が絶滅した。 |
| 4億4340万年       | 顕生代           | 古生代               | シルル紀             | シルル紀             | 昆虫類や最古の陸上植物が出現 |
| 4億8540万年       | 顕生代           | 古生代               | オルドビス紀         | オルドビス紀         | オウムガイの全盛期で三葉虫のような節足動物や筆石のような半索動物が栄えた。甲冑魚のような魚類が登場。紀末に85%の種の大量絶滅。オゾン層形成。 |
| 5億4100万年       | 顕生代           | 古生代               | カンブリア紀         | カンブリア紀         | 海洋が地球上のほぼ全てを覆い尽くす、動物門のほとんどすべてが出現したと考えられている。「カンブリア爆発」と呼ばれる急激な生物多様化。 |
| 6億3500万年       | 原生代           | 新原生代             | エディアカラン       | エディアカラン       | 多細胞生物の出現。エディアカラ生物群 紀末に大量絶滅。6億年前に雪球地球 |
| 8億5000万年       | 原生代           | 新原生代             | クライオジェニアン   | クライオジェニアン   | 7億年前に雪球地球 |
| 10億年            | 原生代           | 新原生代             | トニアン             | トニアン             | ロディニア超大陸の分裂開始。 |
| 12億年            | 原生代           | 中原生代             | ステニアン           | ステニアン           | ロディニア超大陸の形成。大陸棚の拡大。シアノバクテリアの最盛期、酸素分圧（酸素濃度）が現在の10%以上まで上昇。真核生物の出現。代末に有性生殖発現。 |
| 14億年            | 原生代           | 中原生代             | エクタシアン         | エクタシアン         | ロディニア超大陸の形成。大陸棚の拡大。シアノバクテリアの最盛期、酸素分圧（酸素濃度）が現在の10%以上まで上昇。真核生物の出現。代末に有性生殖発現。 |
| 16億年            | 原生代           | 中原生代             | カリミアン           | カリミアン           | ロディニア超大陸の形成。大陸棚の拡大。シアノバクテリアの最盛期、酸素分圧（酸素濃度）が現在の10%以上まで上昇。真核生物の出現。代末に有性生殖発現。 |
| 18億年            | 原生代           | 古原生代             | スタテリアン         | スタテリアン         | 大陸がはじめて安定した（クラトン化）。最初の超大陸（ヌーナ大陸）出現か? 光合成により遊離酸素を放出する微生物シアノバクテリアの繁栄。大酸化イベントによる縞状鉄鉱層の形成。大部分の嫌気性微生物の消滅。ヒューロニアン氷期、22-23億年前に雪玉地球。全大陸にわたる造山活動。2回の最大級の小惑星衝突。 |
| 20億5千万年       | 原生代           | 古原生代             | オロシリアン         | オロシリアン         | 大陸がはじめて安定した（クラトン化）。最初の超大陸（ヌーナ大陸）出現か? 光合成により遊離酸素を放出する微生物シアノバクテリアの繁栄。大酸化イベントによる縞状鉄鉱層の形成。大部分の嫌気性微生物の消滅。ヒューロニアン氷期、22-23億年前に雪玉地球。全大陸にわたる造山活動。2回の最大級の小惑星衝突。 |
| 23億年            | 原生代           | 古原生代             | リィアキアン         | リィアキアン         | 大陸がはじめて安定した（クラトン化）。最初の超大陸（ヌーナ大陸）出現か? 光合成により遊離酸素を放出する微生物シアノバクテリアの繁栄。大酸化イベントによる縞状鉄鉱層の形成。大部分の嫌気性微生物の消滅。ヒューロニアン氷期、22-23億年前に雪玉地球。全大陸にわたる造山活動。2回の最大級の小惑星衝突。 |
| 25億年            | 原生代           | 古原生代             | シデリアン           | シデリアン           | 大陸がはじめて安定した（クラトン化）。最初の超大陸（ヌーナ大陸）出現か? 光合成により遊離酸素を放出する微生物シアノバクテリアの繁栄。大酸化イベントによる縞状鉄鉱層の形成。大部分の嫌気性微生物の消滅。ヒューロニアン氷期、22-23億年前に雪玉地球。全大陸にわたる造山活動。2回の最大級の小惑星衝突。 |
| 28億年            | 太古代（始生代） | 新太古代（新始生代） | 新太古代（新始生代） | 新太古代（新始生代） | 初期に全生物の共通祖先が現れ、細菌の祖先と古細菌の祖先が誕生したと推定されている。藍藻（シアノバクテリア）の出現。始生代の微生物の化石（微化石）がいくつか見つかっている。 |
| 32億年            | 太古代（始生代） | 中太古代（中始生代） | 中太古代（中始生代） | 中太古代（中始生代） | 初期に全生物の共通祖先が現れ、細菌の祖先と古細菌の祖先が誕生したと推定されている。藍藻（シアノバクテリア）の出現。始生代の微生物の化石（微化石）がいくつか見つかっている。 |
| 36億年            | 太古代（始生代） | 古太古代（古始生代） | 古太古代（古始生代） | 古太古代（古始生代） | 初期に全生物の共通祖先が現れ、細菌の祖先と古細菌の祖先が誕生したと推定されている。藍藻（シアノバクテリア）の出現。始生代の微生物の化石（微化石）がいくつか見つかっている。 |
| 40億年            | 太古代（始生代） | 原太古代（原始生代） | 原太古代（原始生代） | 原太古代（原始生代） | 初期に全生物の共通祖先が現れ、細菌の祖先と古細菌の祖先が誕生したと推定されている。藍藻（シアノバクテリア）の出現。始生代の微生物の化石（微化石）がいくつか見つかっている。 |
| 46億年            | 冥王代           | 冥王代               | 冥王代               | 冥王代               | 地球誕生、月の形成（ジャイアント・インパクト説）、隕石の後期重爆撃期。地殻と原始海洋ができ、有機化合物（生命前駆物質）の化学進化の結果、原始生命体が誕生したと考えられている。40億年前の岩石や44億年前の結晶が見つかっている。                                                                     |

## 地質時代のタイムスケール
地学では、ヒューマンスケール（人間的尺度）とは大きく異なった地質時代の長さ（時間）を直感的に理解するために、地質時代を1年や1日の帯グラフ（左図）やパイチャート（右図）に割り当てて表示する手法がしばしば採用される。

地質時代のタイムスケール
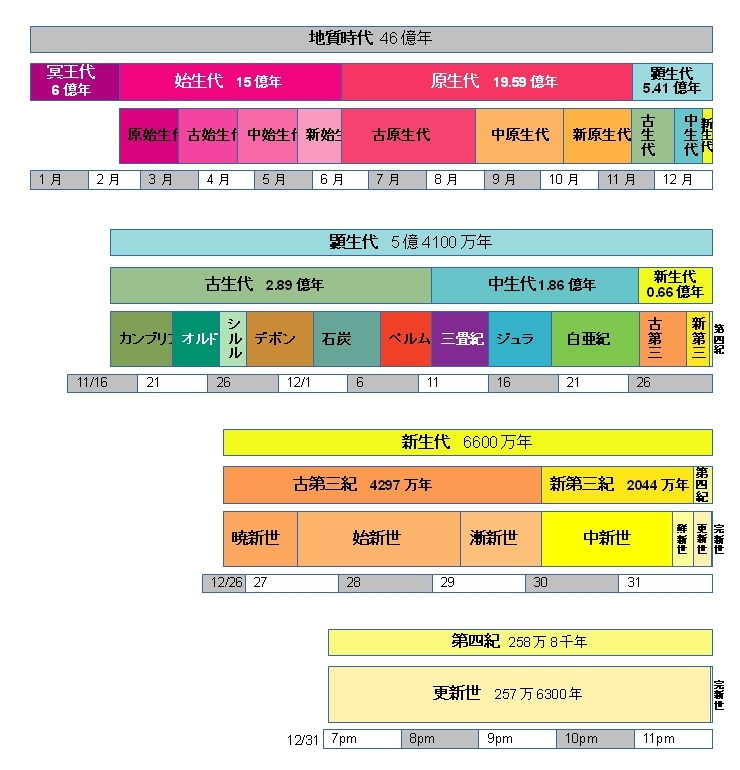
帯グラフの割合はICSのｖ2013/01による。
パイの割合は古い時代区分によるもので、最新の左図の割合とは異なる。詳細は図の解説を参照。

以下に、46億年を1年に見立てた帯グラフ（左図）を解説する。46億年を365日で割ると、1日は1260万年、1時間は52万5千年、1分は8752年、1秒は146年に相当する。人生70年は0.5秒弱である。対して宇宙の年齢は3年に相当する。
先カンブリア時代（322日）
元日に地球が誕生し、1月5日に月が分離。2月17日にかけて、原始海で化学反応により生命の素が出現する。以降6月初旬にかけて細菌や古細菌が誕生し、藍藻が出現。6月から11月中旬にかけては、藍藻が繁栄して酸素濃度が急上昇し、同時に大陸が形成される。11月19日以降が顕生代で、質と量においてある程度の化石情報があり、いわゆる“見える”時代である。
顕生代（約43日）
生物多様化（カンブリア爆発）が起こり、11月26日には生物が陸上へ進出。12月15日から26日にかけて恐竜の時代、続いて哺乳類の時代。
新生代（約5日）
鳥類・哺乳類が繁栄する。12月27日ごろから霊長類（サル目）の適応分散（進化）が始まる。29日ごろヒト上科とオナガザル上科に分岐、31日の午前6時ごろヒト族とゴリラ族へ分岐、正午ごろヒト亜族とチンパンジー亜族に分岐。
第四紀（約5時間）
大晦日の夜7時にヒト属（Homoと呼ばれる人類の祖先）が現れ原人-旧人-新人と適応分散した。20時半ごろにジャワ原人、23時42分ごろミトコンドリア・イブ、午前零時3分前にネアンデルタール人が絶滅。ギザのピラミッドが作られたのが23時59分30秒ごろで、西暦2000年は最後の13.7秒に相当する。

## 地質時代区分の改定履歴
近世に鉱物資源探査に伴い地質学が発展し、同時に新旧の地層を研究する層序学の研究が進んできた。これらの研究は継続されており、地層区分や開始年代の見直しも随時行われている。18世紀には化石の出る地層（顕生代）と出ない地層（先カンブリア時代）、そして化石の出ない無生物の地層を「第一紀」、現生生物とは異なった化石の「第二紀」、現生生物とほぼ同じ生物化石の出る地層「第三紀」と大きく区分されていたが、その後の調査研究の進捗に伴い細かく区分され再定義され続けている。付け加えて国際定義の日本語化に関しては定義の変遷も見られる。Wikipedia内の多岐にわたる地質時代関連記事の更新も随時行われているが、新旧の記述が混在しているのが現状である。
新生代の定義に関する議論
第三紀は非公式
1989年に国際地質科学連合（IUGS）は新生代をPaleogene（古第三紀）, Neogene（新第三紀）, Quaternary（第四紀）の3つの紀からなるものとし、Tertiary（第三紀）の語を正式な用語から外した。2008年には、第三紀が正式に非公式用語となった。
第四紀の開始年代
2010年には、人類の時代と定義されている第四紀は、それ以前の時代区分であった新第三紀・鮮新世・ジェラシアン（ジェーラ期）が組み込まれ開始年代が180万年前から約260万年前へと大幅に遡った。
開始年代の改定
2014年から2016年にかけては年代値の多くに修正がなされてきている。
完新世の細分化と太古代を公認
2018年7月には第四紀・完新世の細分化やカンブリア紀の統/世で番号で呼ばれていたものの一部が命名された。また「Archean」の時代区分を、未使用となっている「Archeozoic」由来の「始生代」としていたが「 太古代」へ変更し「太古代（始生代）」と表記することに決定されている。
複雑な日本語表記
この他新生代の古第三紀および新第三紀の名称の変更や、同じく新生代の各期の名称についても議論が継続されている。
JISにおける地質年代の日本語表記の基本方針、引用
```
 JISに定める地質年代の日本語表記の基本方針は、International Chronostratigraphic Chartにある地質年代単元名の英語読み（英語での一般的な発音）をそのままカタカナ表記にし，末尾に年代単元あるいは層序単元を示す世/統，期/階を添える。たとえばBashkirianの場合，年代を示す場合はバシキーリアン期，対応する層序単元を示す場合はバシキーリアン階となる。
```

また各紀・世・期の名称の邦訳も地名の名詞化/形容詞化？～～アンとし、それに時代区分を付記する方針になったが、慣例から旧称（地名+紀）のまま残されているものもある。カンブリア紀、ペルム紀、ジュラ紀などは、方針に従えばカンブリアン紀、ペルミアン紀、ジュラシック紀等となるべきものである。
ウィキペディア日本語版における単語使用記事数を検索すると（2018年10月）エディアカラン　23件、エディアカラ　82件となっている。
また地名の中には中国の地名がいくつかあるが、日本地質学会の日本語表記の基本方針はInternational Chronostratigraphic Chartにある地質年代の英語綴りの発音をカタカナ表記する事になっているので漢字で表記されることはない。
改定の詳細については日本地質学会の「地質系統・年代の日本語記述ガイドライン_改訂履歴」を参照。

### 国際年代層序表の改訂履歴
公式の国際年代層序表（略称: ICSチャート）は、国際層序委員会から発行される。日本地質学会ではそれを基に時代区分名・注意書きなどを和訳し発表している。日本地質学会による和訳発表には時間を要しており、国際層序委員会による最新バージョンとは異なっている場合もある。以下に国際層序委員会に情報を記する。
国際層序委員会（International Commission on Stratigraphy、略称: ICS ）では、2008年以降の各チャートおよび2012年以降の改訂履歴をまとめている。
これまでの国際年代層序表
掲載バージョン: 2008, 2009, 2010, 2012, 2013/01, 2014/02, 2014/10, 2015/01, 2016/04, 2016/10, 2017/02, 2018/07. 2018年10月時点では国際層序委員会による最新バージョンは2018/08であるが日本地質学会の最新の和訳チャートは 2018/07で最新の変更が反映されていない。
国際層序委員会による「ICS chart 2012 August」以降の改訂履歴のまとめ
以下の変更件数は2018年10月17日時点で。ICSチャートは2012年以降年1-3回発行されている（年平均2回発行）。発行履歴は以下:
- - version 2012: 2012年8月のブリスベンで開催された第34回万国地質学会議（IGC）にて配布。
  - ICS chart v.2013/01
  - ICS chart v.2013/Episodes
  - ICS chart v.2014/02
  - ICS chart v.2014/10
  - ICS chart v.2015/01
  - ICS chart v.2016/04: 第35回万国地質学会議（ケープタウン）にて配布。
  - ICS chart v.2016/10
  - ICS chart v.2016/12
  - ICS chart v.2017/02
  - ICS chart v.2018/07: 日本地質学会の和訳の最新の版（2018年10月17日時点）
  - ICS chart v.2018/08
- 追加GSSP（Global Boundary Stratotype Section and Point, 国際標準模式層断面及び地点）: 11件
- GSSA（Global Standard Stratigraphic Age, 国際標準層序年代）変更および削除: 2件
- 基底年代の変更: 26件
- その他のチャートの記述変更履歴